# Liste des conseillers départementaux de la Dordogne
 (21 juillet 2021).
Pour un article plus général, voir Conseil départemental de la Dordogne.
Cet article établit la liste des conseillers départementaux de la Dordogne, ainsi que celle des anciens conseillers généraux élus depuis 2008.

## Période 2015-2021
À la suite du redécoupage cantonal validé en 2014, les élections départementales françaises ont lieu en mars 2015 et concernent, pour la Dordogne, 25 cantons à la tête de chacun desquels est élu un binôme composé d'un homme et d'une femme, soit au total 50 conseillers départementaux, élus pour six ans.

### Composition du conseil départemental de la Dordogne (50 sièges)
| Parti                                | Sigle | Élus |
| ------------------------------------ | ----- | ---- |
| Majorité (38 sièges)                 |       |      |
| Parti socialiste                     | PS    | 34   |
| Parti communiste français            | PCF   | 4    |
| Opposition (12 sièges)               |       |      |
| Les Républicains                     | LR    | 4    |
| Divers droite                        | DVD   | 6    |
| Union des démocrates et indépendants | UDI   | 2    |
| Président du Conseil départemental   |       |      |
| Germinal Peiro (PS)                  |       |      |

### Liste des conseillers départementaux de la Dordogne
| Canton                      | Conseillers départementaux | Conseillers départementaux | Conseillers départementaux |
| --------------------------- | -------------------------- | -------------------------- | -------------------------- |
| Bergerac-1                  | Adib Benfeddoul            |                            | DVD                        |
| Bergerac-1                  | Gaëlle Blanc               |                            | DVD                        |
| Bergerac-2                  | Frédéric Delmares          |                            | PS                         |
| Bergerac-2                  | Cécile Labarthe            |                            | PS                         |
| Brantôme                    | Jeannik Nadal              |                            | PS                         |
| Brantôme                    | Marie-Pascale Robert-Rolin |                            | PS                         |
| Coulounieix-Chamiers        | Mireille Bordes            |                            | PS                         |
| Coulounieix-Chamiers        | Michel Testut              |                            | PS                         |
| Haut-Périgord Noir          | Francine Bourra            |                            | LR                         |
| Haut-Périgord Noir          | Dominique Bousquet         |                            | LR                         |
| Isle-Loue-Auvézère          | Bruno Lamonerie            |                            | PS                         |
| Isle-Loue-Auvézère          | Annie Sedan                |                            | PS                         |
| Isle-Manoire                | Jacques Auzou              |                            | PCF                        |
| Isle-Manoire                | Marie-Claude Varaillas     |                            | PCF                        |
| Lalinde                     | Marie-Lise Marsat          |                            | PS                         |
| Lalinde                     | Serge Mérillou             |                            | PS                         |
| Montpon-Ménestérol          | Corinne de Almeida         |                            | PS                         |
| Montpon-Ménestérol          | Jean-Paul Lotterie         |                            | PS                         |
| Pays de la Force            | Colette Veyssière          |                            | PS                         |
| Pays de la Force            | Armand Zaccaron            |                            | PCF                        |
| Pays de Montaigne et Gurson | Thierry Boidé              |                            | DVD                        |
| Pays de Montaigne et Gurson | Christel Defoulny          |                            | DVD                        |
| Périgord central            | Thierry Nardou             |                            | PS                         |
| Périgord central            | Marie-Rose Veyssière       |                            | PS                         |
| Périgord vert nontronnais   | Pascal Bourdeau            |                            | PS                         |
| Périgord vert nontronnais   | Juliette Nevers            |                            | PS                         |
| Périgueux-1                 | Natacha Mayaud             |                            | LR                         |
| Périgueux-1                 | Laurent Mossion            |                            | LR                         |
| Périgueux-2                 | Thierry Cipierre           |                            | UDI                        |
| Périgueux-2                 | Joëlle Huth                |                            | UDI                        |
| Ribérac                     | Didier Bazinet             |                            | PS                         |
| Ribérac                     | Nicole Gervaise            |                            | PS                         |
| Saint-Astier                | Élisabeth Marty            |                            | DVD                        |
| Saint-Astier                | Pascal Protano             |                            | DVD                        |
| Sarlat-la-Canéda            | Jean-Fred Droin            |                            | PS                         |
| Sarlat-la-Canéda            | Maryline Flaquière         |                            | PS                         |
| Sud-Bergeracois             | Sylvie Chevallier          |                            | PS                         |
| Sud-Bergeracois             | Henri Delage               |                            | PS                         |
| Terrasson-Lavilledieu       | Régine Anglard             |                            | PS                         |
| Terrasson-Lavilledieu       | Michel Lajugie             |                            | PCF                        |
| Thiviers                    | Michel Karp                |                            | PS                         |
| Thiviers                    | Colette Langlade           |                            | PS                         |
| Trélissac                   | Christelle Boucaud         |                            | PS                         |
| Trélissac                   | Stéphane Dobbels           |                            | PS                         |
| Vallée Dordogne             | Germinal Peiro             |                            | PS                         |
| Vallée Dordogne             | Brigitte Pistolozzi        |                            | PS                         |
| Vallée de l'Isle            | Carline Cappelle           |                            | PS                         |
| Vallée de l'Isle            | Jean-Michel Magne          |                            | PS                         |
| Vallée de l'Homme           | Nathalie Manet-Carbonnière |                            | PS                         |
| Vallée de l'Homme           | Christian Teillac          |                            | PS                         |

## Période 2011-2015
Entre 1973 et 2015, la Dordogne comptait cinquante cantons et autant de conseillers généraux. Cette section récapitule les conseillers généraux et les cantons de la Dordogne, à la suite des élections cantonales de 2008 et de 2011 (renouvellement par moitié lors de ces deux dates).

### Composition du conseil général de la Dordogne (50 sièges)
| Parti                             | Sigle | Élus |
| --------------------------------- | ----- | ---- |
| Majorité (40 sièges)              |       |      |
| Parti socialiste                  | PS    | 32   |
| Parti communiste français         | PCF   | 5    |
| Divers gauche                     | DVG   | 2    |
| Parti radical de gauche           | PRG   | 1    |
| Opposition (10 sièges)            |       |      |
| Union pour un mouvement populaire | UMP   | 8    |
| Mouvement démocrate               | MoDem | 1    |
| Non-inscrit                       | NI    | 1    |
| Président du Conseil général      |       |      |
| Bernard Cazeau (PS)               |       |      |

### Liste des conseillers généraux de laDordogne
| Canton                             | Circonscription | Conseiller général      | Parti         | Série |
| ---------------------------------- | --------------- | ----------------------- | ------------- | ----- |
| Arrondissement de Bergerac         |                 |                         |               |       |
| Canton de Beaumont-du-Périgord     | 2               | Dominique Mortemousque  | UMP           | 2011  |
| Canton de Bergerac-1               | 2               | Daniel Garrigue         | NI            | 2011  |
| Canton de Bergerac-2               | 2               | Jean Chagneau           | PS            | 2011  |
| Canton du Buisson-de-Cadouin       | 2               | Johannès Huard          | PS            | 2011  |
| Canton d'Eymet                     | 2               | Henri Delage            | PS            | 2008  |
| Canton de La Force                 | 2               | Armand Zaccaron         | PCF           | 2011  |
| Canton d'Issigeac                  | 2               | Jean-Claude Castagner   | PS            | 2008  |
| Canton de Lalinde                  | 2               | Serge Mérillou          | PS            | 2011  |
| Canton de Monpazier                | 2               | Marc Mattera            | MD            | 2008  |
| Canton de Sainte-Alvère            | 4               | Philippe Ducène         | UMP           | 2008  |
| Canton de Sigoulès                 | 2               | Michel Bourgeois        | DVG           | 2011  |
| Canton de Vélines                  | 2               | Serge Fourcaud          | PS            | 2008  |
| Canton de Villamblard              | 2               | Jean Fourloubey         | PS            | 2008  |
| Canton de Villefranche-de-Lonchat  | 2               | Thierry Boidé           | UMP           | 2011  |
| Arrondissement de Nontron          |                 |                         |               |       |
| Canton de Bussière-Badil           | 3               | Didier Vignal           | PS            | 2011  |
| Canton de Champagnac-de-Belair     | 3               | Christian Mazière       | UMP           | 2008  |
| Canton de Jumilhac-le-Grand        | 3               | Michel Karp             | PS            | 2011  |
| Canton de Lanouaille               | 3               | Jean-Michel Lamassiaude | PS            | 2011  |
| Canton de Mareuil                  | 3               | Jean-Paul Couvy         | PS            | 2008  |
| Canton de Nontron                  | 3               | Pascal Bourdeau         | PS            | 2011  |
| Canton de Saint-Pardoux-la-Rivière | 3               | Georges Colas           | PS            | 2008  |
| Canton de Thiviers                 | 3               | Colette Langlade        | PS            | 2008  |
| Arrondissement de Périgueux        |                 |                         |               |       |
| Canton de Brantôme                 | 3               | Jean Ganiayre           | PS            | 2011  |
| Canton d'Excideuil                 | 3               | Annie Sedan             | PS            | 2008  |
| Canton de Hautefort                | 4               | Yves Moreau             | PRG           | 2011  |
| Canton de Montagrier               | 3               | Jeannik Nadal           | PS            | 2011  |
| Canton de Montpon-Ménestérol       | 1               | Jean-Paul Lotterie      | PS            | 2011  |
| Canton de Mussidan                 | 1               | Roland Laurière         | PS            | 2008  |
| Canton de Neuvic                   | 1               | Pascal Deguilhem        | PS            | 2008  |
| Canton de Périgueux-Centre         | 1               | Jean-Paul Daudou        | UMP           | 2008  |
| Canton de Périgueux-Nord-Est       | 1               | Francis Colbac          | PCF           | 2011  |
| Canton de Périgueux-Ouest          | 1               | Mireille Bordes         | PS            | 2011  |
| Canton de Ribérac                  | 3               | Bernard Cazeau          | PS            | 2008  |
| Canton de Saint-Astier             | 1               | Jacques Monmarson       | PS            | 2008  |
| Canton de Saint-Aulaye             | 3               | Jean-Jacques Gendreau   | DVG           | 2008  |
| Canton de Saint-Pierre-de-Chignac  | 4               | Jacques Auzou           | PCF           | 2008  |
| Canton de Savignac-les-Églises     | 3               | Jean-Claude Pinault     | PCF           | 2011  |
| Canton de Thenon                   | 4               | Dominique Bousquet      | UMP           | 2008  |
| Canton de Vergt                    | 4               | Jean-Pierre Saint-Amand | PS            | 2011  |
| Canton de Verteillac               | 3               | Didier Bazinet          | PS            | 2011  |
| Arrondissement de Sarlat-la-Canéda |                 |                         |               |       |
| Canton de Belvès                   | 4               | Claudine Le Barbier     | UMP           | 2008  |
| Canton de Carlux                   | 4               | André Alard             | UMP           | 2008  |
| Canton du Bugue                    | 4               | Gérard Labrousse        | PS            | 2011  |
| Canton de Domme                    | 4               | Germinal Peiro          | PS            | 2008  |
| Canton de Montignac                | 4               | Jacques Cabanel         | PS            | 2011  |
| Canton de Saint-Cyprien            | 4               | Francis Dutard          | PS            | 2008  |
| Canton de Salignac-Eyvigues        | 4               | Michel Lajugie          | Apparenté PCF | 2011  |
| Canton de Sarlat-la-Canéda         | 4               | Jean-Frédéric Droin     | PS            | 2011  |
| Canton de Terrasson-Lavilledieu    | 4               | Serge Eymard            | PS            | 2008  |
| Canton de Villefranche-du-Périgord | 4               | François Fournier       | PS            | 2011  |